# José María Fernández Bielsa
José María Fernández Bielsa   (Madrid, 1931) és un autor de còmics, il·lustrador i pintor. Signava les seves obres amb els pseudònims; José Bielsa, Bielsa i F. Bielsa.
L'estil clàssic amb un traç subtil i expressiu, predominava en els seus dibuixos i les il·lustracions. Va iniciar la seva carrera professional a finals dels anys quaranta a publicacions de l'època. Posteriorment, va fer treballs per diferents editorials europees a través d'agències. Va treballar com a director artístic de l'Agencia World Presse, amb seu a Madrid i pel departament de Creaciones Editoriales vinculada a l'Editorial Bruguera amb seu a Barcelona. A finals de la dècada dels vuitanta, va deixar el món del còmic per dedicar-se a la il·lustració publicitària i a la pintura.

## Biografia
José Bielsa, va néixer a Madrid el 1931. La seva passió pels còmics i el fet que tenia un do natural pel dibuix, va fer que entres a estudiar a l'Escuela de Artes y Oficios Artísticos i a l'Escuela de Cerámica de la Moncloa. Amb divuit anys ja publica els seus primers treballs com a professional, i a finals de la dècada dels quaranta i la dècada del cinquanta publica a les revistes; ¡Zas!, Chicos, El Gran Chicos, Mis Chicas i Boy. En aquests mateixos anys va iniciar les col·laboracions amb la revista Titã de Fomento de Publicaçoes amb la seu a Lisboa i a diverses revistes de l'Editorial Fascinación de Buenos Aires.
La primera sèrie que va publicar va ser Laurita a la revista Lupita editada per Germán Plaza un dels fundadors de la que seria l'editorial Plaza & Janés. Amb aquest editor va continuar treballant-hi a la primeria dels anys cinquanta, amb historietes per Florita, El Coyote i il·lustracions per Aventurero i a les novel·les populars de l'editorial. A la revista Chicos
A partir de 1955, en col·laboració amb Jean Michel Charlier, va treballar a la sèrie 'Les Grands Noms de l'Histoire de France' per a la revista Pistolin de Dargaud, i en diversos projectes per a la revista Spirou de Dupuis. Va dirigir també l'agència Creacions Editoriales.
Els últims treballs al món del còmic varen ser al llibre sobre la vida de Jesucrist, amb el títol, ¿Quién es éste? amb guio de Joaquín Aguirre Bellver, editat a Alcoy el 1980 i els treballs per publicacions subvencionades per Monte de Piedad y Caja de Ahorros de Sevilla, amb una historieta per la revista El Saltamontes, cromos per l'àlbum, Tres cuentos maravillosos, i des del 1984 la sèrie Leyendas al còmic de gran format Rumbo Sur.
José Bielsa, va anar abandonant el còmic a favor de la il·lustració i la pintura amb aquarel·la. La seva primera exposició de quadres va ser el 1982, després va continuar pintant sobre temes com; paisatges, monuments, eqüestres i fluvials. Els quadres els firma quasi sempre com José Bielsa.